# Ryuji Kubota
Pour les articles homonymes, voir Kubota (homonymie).
Ryuji Kubota (窪田 龍二, Kubota Ryuji) est un footballeur japonais né le 24 juillet 1976 dans la préfecture de Hyogo au Japon.

## Palmarès
- Championnat du Japon :
  - Champion en 1995 (Yokohama Marinos).